# Fleshgore
Fleshgore — украинская дэт-метал-группа, основанная в 2000 году в Киеве.

## История
Fleshgore была основана Игорем Листопадом в ноябре 2000 года в Киеве. В 2001 году группа записала первое демо Interuterine Dilemms и начала давать канцерты. В апреле 2003 года, в берлинской Domino Studio группа записала первый студийный альбом Killing Absorption. Изначально группа планировала выпустить его на немецком лейбле Metal Blast Records, но летом того же года он обанкротился, и в итоге альбом был выпущен музыкантами самостоятельно 24 октября 2003 года тиражом в 500 экземпляров. Killing Absorption получил преимущественно положительные отзывы музыкальных критиков, которые сравнивали материал альбома с американскими брутал-дэт-метал-командами (Cannibal Corpse, Suffocation, Spawn of Possession). В мае 2004 года альбом был выпущен чешским лейблом Nice to Eat You Records, в 2005 издан на американском лейбле This Dark Reign, а 22 августа 2006 года переиздан на Moon Records.
После выхода дебютного альбома группа отправилась в двухнедельный Killing Absorption Tour по Европе. Весной 2004 года группа отыграла несколько концертов в Германии и провела тур Grind'em All Tour. Летом Fleshgore отыграли концерты в Польше, Чехии и Дании. А уже осенью группа отправилась в европейский тур вместе с группами Prejudice и Rottenness. В том же 2004 году группа выпустила демо May God Strike Me Dead, благодаря которому на группу обратил внимание американский лейбл This Dark Reign а позже и украинский  Moon Records. Запись May God Strike Me Dead проходила в феврале 2005 года в польской Hertz Studio и продлилась шесть дней. Альбом был выпущен весной 2005 года и получил положительный отклик музыкальной прессы, которая отмечала рост музыкантов в творческом плане и возросшее качество записи. В октябре группа подписала контракт с американским лейблом This Dark Reign Recordings, который перевыпустил их первые два альбома. В мае 2006 года коллектив выступил на фестивале Fuck the Commerce, а в августе Fleshgore приняли участие в фестивалях Wacken Open Air (Германия) и Brutal Assault (Чехия).
Осенью 2006 года группа записала промодемо Wake Up for Freedom и 17 ноября опубликовала из него песню «Wake Up». Демо вышло в 2007 году. В апреле 2017 года группа отыграла на украинском Extreme Power Festival вместе с такими группами как Gamma Ray, Hatebreed, и Sinister. В октябре 2007 года Fleshgore отправились в австралийский тур совместно с The Berzerker, The Amenta и Akercocke. 1 августа 2008 года был выпущен третий студийный альбом Wake Up for Freedom, лейблами 666 Records и Moon Records. Альбом получил положительные отзывы критиков. В сентябре Fleshgore выступили на немецком фестивале Filthrock.
29 октября 2012 группа независимо выпустила четвёртый студийный альбом Defiance to Evil. На этом альбоме группа сменила своё звучание с брутального дэт-метала на трэш-метал с добавлением элементов дэткора. Подобные изменения были неоднозначно и где-то негативно встречены критиками. В 2015 году группа записала новый альбом и в ноябре того же года подписала контракт с лейблом Xtreem Music, анонсировав выход альбома на начало 2016 года. 18 января 2016 года был выпущен сингл «Inception of Incursion», и 19 февраля был выпущен пятый студийный альбом Denial of the Scriptures, на котором группа вернулась к своему старому звучанию дэт-метала.

## Состав
Текущий состав
- Вячеслав Платонов — вокал (2023 — наст. время)
- Игорь Листопад — гитара (2000 — наст. время)
- Sad — бас-гитара, гитара (2000 — 2004, 2021 — наст. время)
- Едуард Литвяков — ударные (2018 — наст. время)

Бывшие участники 
- Руслан Дрозд — вокал, бас-гитара (2012 — 2023)
- Michele Borniotto — вокал (2020 — 2022)
- Max — ударные (2000—2008)
- Юрий Сидоров — вокал (2005—2008)
- Дан Карпов — ударные (2008—2013)
- Денис Бенько — вокал (2008—2012)
- Владимир Синдеев — гитара (2010)
- Александр Щербатюк — бас-гитара (2011—2012)
- Лев Курганський — ударные (2013—2017)

## Дискография
Студийные альбомы
- Killing Absorption (2003)
- May God Strike Me Dead (2005)
- Wake Up for Freedom (2008)
- Defiance to Evil (2012)
- Denial of the Scriptures (2016)
- Carnival of Flesh (2022)

Мини-альбомы
- Interuterine Dilemms (2002)
- Domain of Death (2014)
- Godless (2018)

Демо
- Interuterine Dilemms (2001)
- May God Strike Me Dead (2004)
- Wake Up for Freedom (2007)
- Defiance to Evil (2011)